# Auto-organisation
L'auto-organisation ou autoorganisation est un phénomène par lequel un système s'organise lui-même. Les systèmes physiques, biologiques ou écologiques, sociaux, ont tendance à s'organiser d'eux-mêmes. Il s'agit soit de l'organisation initiale du système lors de son émergence spontanée, soit lorsque le système existe déjà de l'apparition d'une organisation plus structurée ou complexe.
L'auto-organisation agit ainsi à l'encontre de l'entropie (on parle alors de néguentropie), qui est une mesure de désordre. L'auto-organisation se produit par des interactions internes et externes au système, au sein de son milieu et avec lui. Elle consomme de l'énergie qui sert ainsi à établir et maintenir le système auto-organisé. L'auto-organisation s'oppose aux cas où un système est organisé ou réorganisé de force de l'extérieur, c'est-à-dire à la violence, aux actes de pouvoir : cela rejoint aussi le contraste entre autonomie et hétéronomie.
Typiquement, un système auto-organisé a des propriétés émergentes. Passé un seuil critique de complexité, les systèmes peuvent aussi changer d'état, ou passer d'une phase instable à une phase stable ou inversement. S'ils croissent, leur croissance peut changer de rythme ; on peut observer le passage d'une croissance initiale d'apparence exponentielle à une croissance logistique en cas de diminution des ressources.
L'auto-organisation est habituellement caractérisée par :
1. Des éléments ou agents ou particules ;
2. Des interactions entre les éléments ;
3. Des interactions entre les éléments et l'environnement ;
4. Une capacité d'interaction limitée (par exemple une limite spatiale) ;
5. Des rétroactions négatives (d'où régulation) ;
6. Des rétroactions positives (d'où amplification).

## Enjeux
Les exemples les plus évidents de systèmes auto-organisés sont issus de la physique. C'est d'ailleurs dans ce domaine que le terme est apparu pour la première fois. L'auto-organisation est aussi présente en chimie où elle a souvent été synonyme d'auto-assemblage. Le concept d'auto-organisation est aussi central dans les systèmes biologiques, que ce soit au niveau cellulaire ou social. On trouve encore de nombreux exemples de phénomènes auto-organisés dans d'autres disciplines dont les sciences sociales, l'économie ou encore l'anthropologie. Les automates cellulaires comptent parmi les premiers mécanismes mathématiques proposés pour étudier les systèmes auto-organisés de manière formelle.
Parfois la notion d'auto-organisation est associée à la notion d'émergence. On trouve fréquemment la définition suivante dans la littérature : un phénomène est dit émergent lorsqu'on ne pouvait pas prédire son observation à partir de la seule connaissance du système au sein duquel il apparaît. Cependant des modèles mathématiques peuvent être construits pour reproduire ces phénomènes, étudier leurs propriétés et leurs conditions d'apparitions. Ainsi d'autres personnes parlent de systèmes complexes. L'auto-organisation de Heinz von Foerster et W. Ross Ashby appartient à la Cybernétique de la première génération, celle du « signal » physique ; puis a donné la Cybernétique de la deuxième génération, celle du « signe » psychique avec Gregory Bateson et Anthony Wilden dans une approche écosystémique.
Henri Atlan a développé le principe d'auto-organisation en "principe de complexité par le bruit", fondé sur la théorie de l'information de Claude Shannon, et sur les apports de Léon Brillouin, en distinguant les niveaux hiérarchiques de complexité, le bruit d'un niveau constituant en partie l'information du niveau supérieur. Jean-Louis Le Moigne, en gestion, l'a nommé « principe d'organisation par disponibilité à l'événement ». Pour Edgar Morin, c'est simplement et poétiquement le « Désordre organisateur ».

## Histoire
L'idée que les dynamiques d'un système peuvent, à elles seules, assurer l'accroissement de l'ordre interne du système remonte à l'antiquité. Les anciens atomistes, entre autres[Qui ?], croyaient que l'organisation était une propriété inévitable du moment que l'on fournissait suffisamment de temps, d'espace et de matière, bien qu'il n'y eût pas de raison particulière pour observer une organisation plutôt qu'un désordre.
Par la suite, René Descartes a évoqué cette idée dans le cinquième volume du Discours de la Méthode[réf. incomplète], puis l'a mûrie et développée dans un livre nommé Le Monde[réf. incomplète] qui ne fut jamais publié. Descartes introduisit l'idée que les lois de la nature tendaient à produire de l'organisation[citation nécessaire].
Au XVIIIe siècle est apparu le mouvement des naturalistes qui cherchaient à déterminer des lois universelles afin d'expliquer la diversité des organismes vivants. Ces nouvelles vues, s'étant trouvées associées au lamarckisme, ou Transformisme, furent tenues en discrédit avant d'être remises à l'honneur par des pionniers tels que D'Arcy Wentworth Thompson (1860-1948) au début du XXe siècle. Aujourd'hui, un courant de pensée pluridisciplinaire en biologie théorique, considère qu'il existe des lois universelles (issues de la physique fondamentale et de la chimie) qui gouvernent les structures et leur évolution dans les systèmes biologiques comme René Thom,.
Le terme « auto-organisation » a vraisemblablement été introduit en 1947 par le psychiatre et ingénieur W. Ross Ashby. Le terme d'auto-organisation fut alors utilisé par la communauté travaillant sur la théorie générale des systèmes dans les années 1960. Mais ce terme ne devint commun dans la littérature scientifique que lors de son adoption par les physiciens et autres chercheurs du domaine des systèmes complexes dans les années 1970 et 1980. Par exemple dans son ouvrage Les Systèmes du destin (Dalloz, 1976) Jacques Lesourne décrit l'emboitement des systèmes biologiques puis socio-économiques.

## Exemples
Les sections qui suivent présentent un certain nombre de phénomènes, (auto-?)organisés par disciplines, et qui font appel au concept d'auto-organisation. Notez néanmoins qu'il est impossible de déterminer si ces phénomènes sont autant de manifestations d'un même processus ou s'il s'agit uniquement d'analogies. Le concept d'auto-organisation, malgré son apparente simplicité, se révèle extrêmement difficile à cerner formellement ou mathématiquement, et il est fort possible qu'une définition rigoureuse en exclut nombre de phénomènes actuellement rangés sous cette étiquette.
Il faut aussi mentionner que plus un phénomène est éloigné du champ de la physique, plus l'idée d'auto-organisation au sens physique est sujette à controverse. Aussi intuitivement auto-organisationnel qu'il fût, la recherche d'explications physiques ou statistiques à un phénomène est fustigée parce que réductrice (cf. holisme, réductionnisme dans philosophie des sciences, et émergence).
De même, lorsqu'on cherche à passer des caractères auto-organisationnels d'un phénomène biologique ou sociologique à une explication physique ou mathématique de ces caractères, on se heurte au fait que ces caractères ne pourraient pas exister sans une cause finale (cf. téléologie).

### En physique
Il existe nombre de processus génériques dont on peut dire qu'ils sont auto-organisationnels. Par exemple en physique :
- En thermodynamique à l'équilibre : (on peut se demander s'il est légitime de dire d'un système à l'équilibre qu'il est "auto-organisé")
  - le phénomène de transition de phase du premier ordre, et celui de brisure spontanée de symétrie comme :
    - ferromagnétisme spontané, cristallisation (cf. cristallogenèse, cristaux liquides)en physique classique,
    - la supraconductivité et la condensation de Bose-Einstein en physique quantique, qui ont des effets macroscopiques.

  - le phénomène de transition de phase du second ordre, lié à la notion de point critique où le système possède des propriétés invariantes par changement d'échelle (cf. fractales). On peut citer :
    - l'opalescence critique des fluides au point critique,
    - la percolation dans un milieu aléatoire.
- En thermodynamique des systèmes hors équilibre, l'apparition d'une structure décrite par la théorie des systèmes dissipatifs :
  - la turbulence, et la convection (l'exemple classique étant les Cellules de Bénard) en mécanique des fluides,
  - en cosmologie, la formation des structures (étoiles, galaxies),
  - la croissance de l'univers de de Sitter,
  - la percolation,
  - les systèmes à réaction-diffusion comme la réaction de Belousov-Zhabotinsky,
- les systèmes dynamiques, systèmes constitués d'entités identiques liées les unes aux autres, possèdent souvent des propriétés d'auto-organisation:
  - La criticité auto-organisée.
- Dans la théorie des fonds (ou réseaux) de spins en gravitation quantique à boucles. L'idée qui nous intéresse est d'éviter d'avoir recours à un ajustement des constantes cosmologiques aux observations ('fine-tuning' en anglais), artifice qui peut être jugé insatisfaisant d'un point de vue métaphysique. On cherche alors un mécanisme qui mène aux constantes observées par un phénomène proche de l'idée d'auto-organisation.
  - Ce modèle est très sommaire car limité à un réseau de spin. Malgré tout il s'agit là de la première tentative sérieuse de description de l'expansion de l'univers sur la base d'une théorie auto-organisée dans laquelle les constantes cosmologiques ne sont pas ajustées « à la main », mais déduites du modèle lui-même.

### En biologie
Il y a auto-organisation lorsque l’organisation a été modifiée et que le système n’a pas été détruit et continue à fonctionner. Cette modification est susceptible de faire naître de nouvelles propriétés. Le système peut donc se réorganiser de façon non explicitement programmée à l’avance.

#### Différence avec le physique
Ce qui différencie la vie par rapport aux autres organisations, c’est sa complexité organisationnelle propre et ses vertus émergentes. Chez tout être vivant, l’auto-organisation régule et corrige les processus d’organisation qui lui sont inhérents. Elle incorpore des informations, de la communication, des programmes et des opérations logiques alors que les organisations physiques naturelles se réalisent par des processus spontanés.

#### Différence avec les machines artificielles
La machine artificielle est construite par des humains. Chez les êtres vivants les programmes génétiques se sont développés et transformés en vertu d’un processus évolutif complexe. Aucun deus ex machina n’est intervenu. La machine artificielle est sise dans un environnement qui lui est extérieur. La machine vivante se situe au sein de cet environnement dont elle a intégré les propriétés. Cependant une certaine marge d’indétermination peut être attribuée à la machine artificielle afin d’être sensible à une information extérieure. Elle doit alors être « ouverte », relativement autonome et capable d’intégrer un bruit.

#### Mode opératoire
L’auto-organisation des êtres vivants ne se déroule pas de façon hiérarchique mais s’accomplit dans une boucle qui associe l’individu, l’espèce et l’environnement. À partir des interactions entre ces constituants émergent de nouvelles propriétés qui font accéder le système à un niveau supérieur. Ces nouvelles propriétés peuvent se traduire par une adaptabilité à des conditions nouvelles. De nouvelles structures ou de nouvelles fonctions peuvent alors apparaître en réaction à des perturbations imprévues. L’imprédictibilité relative de ces propriétés est due au hasard et à la complexité.

### Dans les Sciences Sociales
La formation et le déplacement d'essaims, de nuées ou de bancs d'insectes, d'oiseaux ou de poissons créent un comportement d'auto-organisation. Elle résulte d’une sorte d’intelligence collective, sans direction centrale, dite « intelligence en essaim ». Ce phénomène d’auto-organisation émerge d’interactions locales entre agents individuels déterminées par des règles de comportement relativement simple. Il a pu être modélisé et utilisé dans des études de circulation routière ou de mouvements de foule.

#### Insectes sociaux
La société des insectes sociaux, fourmis, termites, abeilles, fonctionne de façon non hiérarchique. Les ouvriers réalisent les diverses activités de manière collective, en totale coopération. Il s’agit d’un phénomène d’auto-organisation, où apparaît une intelligence collective distribuée. Les interactions spontanées entre individus se nouent en rétroactions régulatrices permettant un tout homéostasique=.

#### Vertébrés
Chez les vertébrés le développement de l’appareil neuro-cérébral a permis celui des interactions sociales et des communications avec partenaires et congénères. À partir d’un certain stade la relation avec autrui conduit au développement de la connaissance, et la dialectique action/connaissance devient une dialectique action/connaissance/communication. La multiplication des communications de tous ordres entre individus tisse un réseau social de plus en plus complexe favorisant le développement des individus, lequel favorise celui de la complexité sociale.

#### Langage
Le langage a été un élément déterminant dans le développement des sociétés humaines. Il permet des énoncés, du sens qui eux-mêmes s’engrènent dans la praxis anthropo-sociale, y provoquant éventuellement des actions et des performances. Du langage et des communications ont émergé la pensée, la conscience et de nouvelles compétences.

#### Économie
L'émergence de relations économiques et de prix stables peut être décrite comme le résultat de nombreuses interactions individuelles sans intention collective. Les marchés financiers, les marchés du travail et les marchés des biens et services sont des exemples de systèmes auto-organisés en économie. Les prix, l'offre, la demande et les comportements des acteurs économiques interagissent pour générer des structures et des dynamiques économiques complexes. Cette théorie est développée notamment par l'économiste Jacques Lesourne,.

#### Trafic routier
L'auto-organisation des conducteurs au sein du trafic routier détermine presque tous les phénomènes spatio-temporels liés au trafic observés. Ce processus dynamique complexe a été modélisé en 1996–2002 par Boris Kerner avec sa théorie des trois phases du trafic.

### Armée
En septembre 1975, des soldats ainsi que des sous-officiers de l'armée portugaise forment Soldados Unidos Vencerão, une organisation clandestine prônant l'auto-organisation politique au sein des casernes militaires.